# Barbatius Philippus
Barbatius (auch Barbarius oder Barbius) Philippus war ein entlaufener Sklave aus dem Gefolge des Antonius, der sich angeblich während des zweiten Triumvirats 39 v. Chr. – unerkannt unwählbar – von der Volksversammlung der Zenturiatskomitien zum Prätor wählen ließ.

## Die Lex Barbatius Philippus
Aus dem 1. Jahrhundert v. Chr. sind mehrere Fälle überliefert, in denen Sklaven in Magistratsämter gelangten. So auch der des Barbatius (oder auch einen Barbarius), dessen Scheinbeamtentum Anlass für eine juristische Kontroverse gab. Als Sklave fehlte ihm die elementarste Voraussetzung für die Prätur: das römische Bürgerrecht. Rechtlich war er also nie Prätor geworden (falsus praetor), seine Amtshandlungen hätten folgerichtig nichtig sein müssen. Gleichwohl stellte sich die Frage, ob seine Amtshandlungen dennoch gültig waren. Das wurde im Hinblick auf die Bürger, die bei ihren Anliegen auf seine Stellung vertraut hatten, bejaht (utilitas, humanitas). Er selbst wurde durch Sturz vom Tarpejanischen Felsen hingerichtet, zuvor als Sklave noch freigelassen, da er ansonsten gekreuzigt hätte werden müssen.
Der Fall war schon in der Antike sehr bekannt und wurde dort bereits eingehend als thema illustre erörtert. Mit der Wiederentdeckung des römischen Rechts im Hochmittelalter, beschäftigte die juristischen Rezipienten die Problematik erneut, nachdem noch in der Spätantike darüber diskutiert worden war. Weitreichende Auswirkungen erlangte die lex Barbatius für das gesamte spätere europäische Recht bis auf den heutigen Tag, nachdem noch Iacobus Gothofredus über die Verallgemeinerungsfähigkeit für das weltliche und das kanonische Recht zusammengefasst hatte.